# Thomisus albens
Thomisus albens es una especie de araña cangrejo del género Thomisus, familia Thomisidae. Fue descrita científicamente por O. Pickard-Cambridge en 1885.

## Distribución
Esta especie se encuentra en Pakistán y China (Yarkand).